# Brenda Andrews
Brenda Jean Andrews (1957) es una académica, investigadora y bióloga canadiense, especializada en biología de sistemas y genética molecular. Actualmente profesora y catedrática en la Facultad de Toronto de Medicina Banting y Departamento de Investigaciones Médicas donde también dirige el Lab Andrews en el Donnelly Centro de Búsqueda Celular y Biomolecular. Es notable por sus investigaciones y publicaciones relacionadas con genética y desórdenes genéticos.
Se graduó por la Universidad de Toronto donde recibió un Bachelor de Ciencia en zoología en 1980 y más tarde un PhD en biofísica médica en 1986. Más tarde estudió en la Universidad de California en San Francisco para su posdoctorado dirigido por la genetista Ira Herskowitz en 1991. Más tarde regresó a la Universidad de Toronto para enseñar e investigar posiciones, siendo profesora asistente y más tarde catedrática en el Departamento de Genética Médica. En 2015, Andrews codirigió un equipo de científicos de biología en la Universidad de Toronto Centro Donnelly para crear el primer mapa de proteínas detalladas de una célula, el mapa mostró la ubicación de toda proteína en una célula, el proyecto apuntó en beneficiar y búsqueda de aumento de la ayuda para células de cáncer. La investigación consistió de 20 millones de células. Sus objetivos de búsqueda es mostrar la complejidad de un gen solo y cómo interacciona con genes múltiples. Ha sido conferencista en varias conferencias internacionales, acontecimientos y en otras universidades. Ha sido una figura en marcar preocupaciones de carencia de financiación de búsqueda científica del gobierno federal y promueve financiación aumentada para laboratorios en Canadá.
Además de ser la fundadora, es la actual redactora jefe de acceso abierto G3 de la revista científica Genes, Genomas, Genética por la Sociedad de Genética de América.

## Premios
En diciembre de 2015, se le otorgó la Orden de Canadá como compañero, el grado más alto de la orden, por sus contribuciones en búsqueda de biología de los sistemas y contribuciones para investigar en genética molecular. Fue elegida miembro de la Sociedad Real de Canadá en 2005 y tiene afiliaciones y premios numerosos relacionados con las ciencias que incluyen miembro elegido de la Sociedad Americana de Microbiología, socio de la Asociación Americana para el Adelanto de Ciencia y socio sénior en el Instituto Canadiense de Búsqueda Adelantada, donde devino directora del área de búsqueda de genética del instituto. Otros premios incluye:
- premio de Excelencia de la Búsqueda[13]
- Científica & miembro en el Consejo de Búsqueda Médico de Canadá (hoy conocido como los Institutos canadienses de Búsqueda de Salud)[13]
- Premio Ira Herskowitz, 2010[14]